# Ryžovna
Ryžovna (do roku 1948 Sejfy, německy Seifen) je osada, část města Boží Dar v okrese Karlovy Vary v Karlovarském kraji. Leží šest kilometrů od města Boží Dar. Katastrální území Ryžovna měří 2 935 ha. V bývalé škole sídlí Pivovar Ryžovna.

## Historie
První písemná zmínka o vesnici pochází z roku 1654.

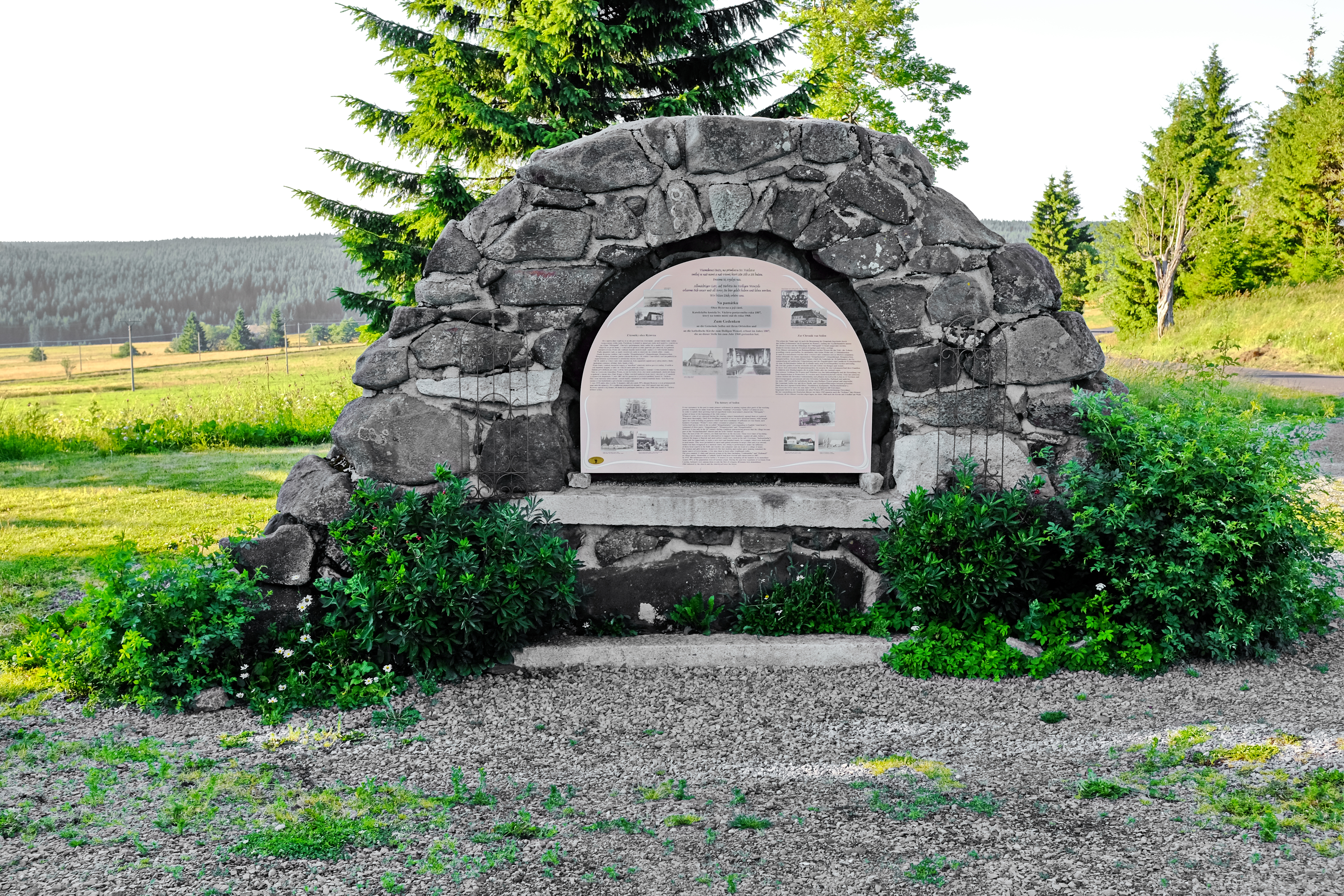
Památník zaniklé obce a kostela

Při silnici do Hřebečné stával jednolodní plochostropý kostel svatého Václava s hranolovou věží, s odstupněnou jehlancovou střechou v západním průčelí, postavený v letech 1805–1807 na místě starší lokálie, ze které pocházela barokní cínová křtitelnice z roku 1752. Byl zbořen roku 1968. Na jeho místě byl postaven památník.

## Přírodní poměry
Jihozápadně od vesnice leží přírodní rezervace Ryžovna. Katastrální území Ryžovna je součástí evropsky významné lokality Krušnohorské plató a zasahuje do něj také část ptačí oblasti Západní Krušné hory.

## Obyvatelstvo
Při sčítání lidu v roce 1921 zde žilo 468 obyvatel (z toho 216 mužů), z nichž bylo osm Čechoslováků, 458 Němců a dva cizinci. Kromě jednoho člena jiných nezjišťovaných církví byli římskými katolíky. Podle sčítání lidu z roku 1930 měla vesnice 455 obyvatel: třináct Čechoslováků, 441 Němců a jednoho cizince. S výjimkou pěti evangelíků a deseti lidí bez vyznání se hlásili k římskokatolické církvi.
|                                                                   | 1869 | 1880 | 1890 | 1900 | 1910 | 1921 | 1930 | 1950 | 1961 | 1970 | 1980 | 1991 | 2001 | 2011 | 2021 |
| ----------------------------------------------------------------- | ---- | ---- | ---- | ---- | ---- | ---- | ---- | ---- | ---- | ---- | ---- | ---- | ---- | ---- | ---- |
| Obyvatelé                                                         | 648  | 644  | 632  | 606  | 641  | 546  | 526  | 84   | 21   | —    | —    | 2    | —    | —    | 1    |
| Domy                                                              | 74   | 79   | 80   | 81   | 78   | 78   | 83   | 85   | —    | —    | —    | 1    | 2    | 2    | 2    |
| Počet domů z roku 1961 je zahrnut v domech místní části Boží Dar. |      |      |      |      |      |      |      |      |      |      |      |      |      |      |      |

## Obecní správa
Při sčítání lidu v letech 1869–1930 Ryžovna byla samostatnou obcí v okrese Jáchymov. V letech 1950–1978 byla částí města Boží Dar, se kterým patřila nejprve do okresu Karlovy Vary-okolí, poté v letech 1961–1978 do okresu Karlovy Vary. Od 1. ledna 1979 do 28. února 1990 byla částí města Jáchymov. Od 1. března 1990 je opět částí města Boží Dar. V letech 1869–1930 k obci patřil Zlatý Kopec.

## Galerie

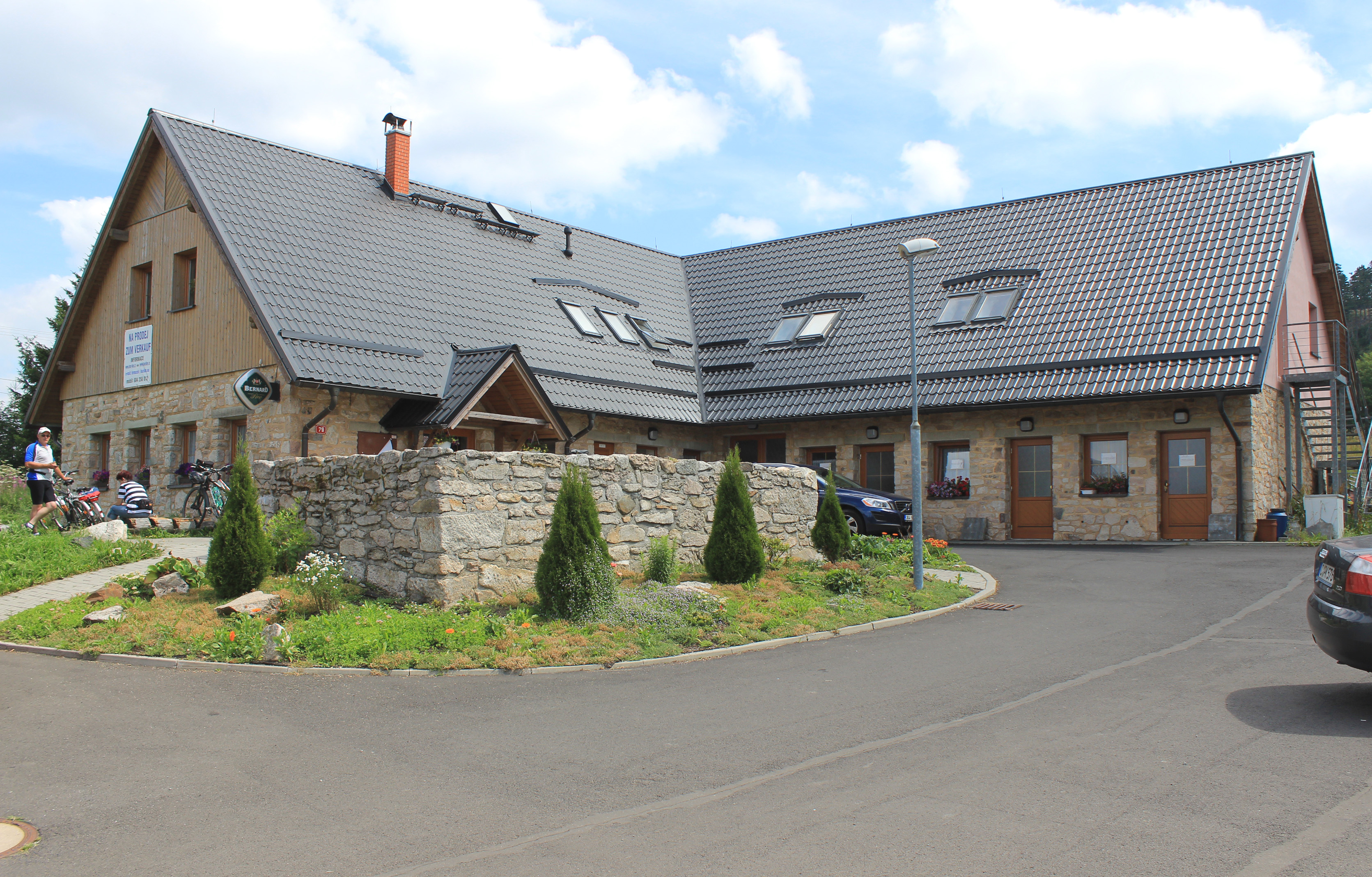
Restaurace u křižovatky
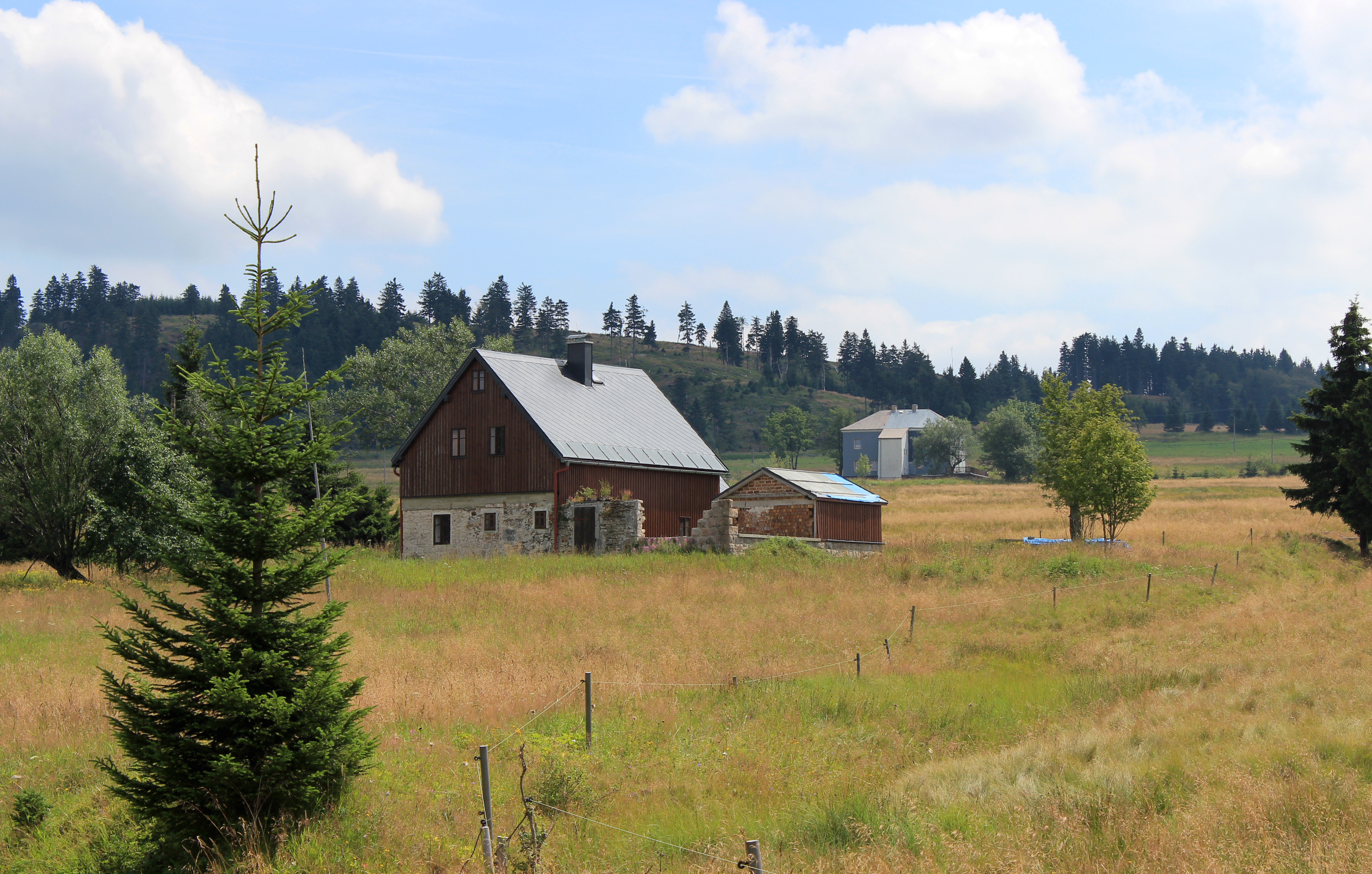
Dům čp. 9
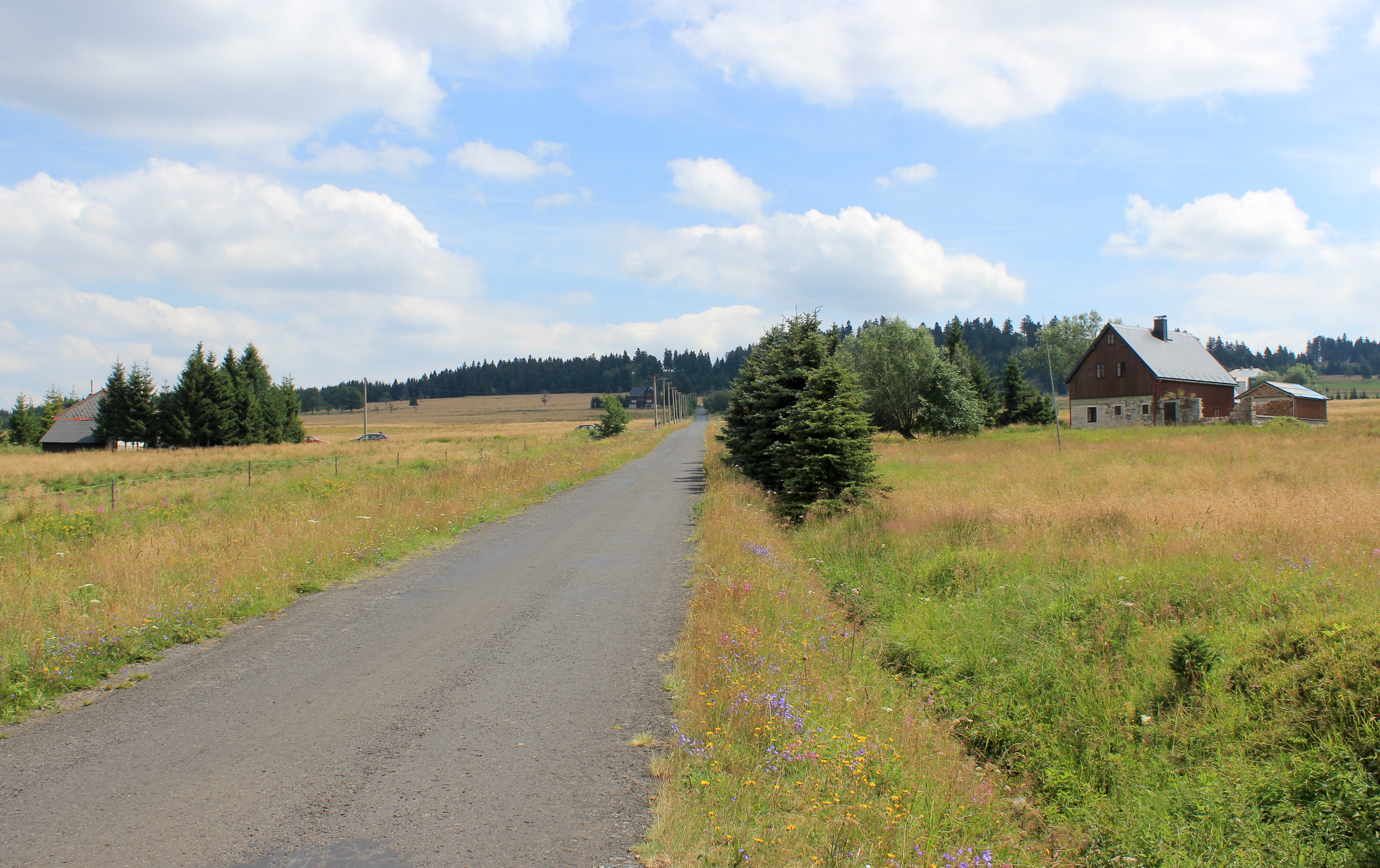
Silnice od Potůčků